# パーフェクト・レボリューション
『パーフェクト・レボリューション』は、2017年9月29日に公開された日本映画。監督は松本准平、本作は主演はリリー・フランキー。熊篠慶彦の実話を基にして脚色が加えられている。

## あらすじ
幼い頃に脳性マヒを患い手足が思うように動かせないクマは車椅子で生活をしている。彼はセックスに対しての関心が強く身体障害者の性について世間に理解を求める運動をしていた。あるとき、クマは人格障害を抱えたピンク頭のミツと出会う。風俗嬢として働くミツは生き生きと過ごすクマに感銘を受け、自分たちのような人間が幸せになれることを証明したいとクマに持ちかけ2人は究極の愛を育んでいく。

## キャスト
- クマ - リリー・フランキー
- ミツ - 清野菜名
- 恵理 - 小池栄子
- 悟 　- 岡山天音
- 晶子 - 余貴美子
- 丘みつ子
- 野中隆光
- 下村愛
- 保苅やす子
- 増田俊樹
- 杉浦諒祐
- 坂上梨々愛
- 井原啓介(写真)
- 蛍雪次郎
- 林和義
- 池端レイナ
- 森レイ子
- 書店員 和泉 - 石川恋
- ハローケイスケ
- 松田ピロシ
- 平田敦子
- 蜂谷曇海
- 上山学
- 日向丈
- 穂元裕矢
- MIU
- 川辺ヒロシ
- 金田幸宏
- 池田萌子
- 大竹佳那
- 大嶋宏成
- 小泉彩
- 芹澤りな
- 渋谷正次
- 櫛野愛里
- 増子葵
- 浜島邦明
- 鍵山士門
- 武田哲朗
- 小林隼翔
- 高橋真琴
- 大井理弘
- 石山大
- 磯崎秀介
- 榊英雄

## スタッフ
- 監督・脚本 - 松本准平
- 企画・原案 - 熊篠慶彦
- 原案協力 - 子宮委員長はる
- 撮影 - 長野泰隆
- 美術 - 天野竜哉
- 録音 - 渡辺丈彦
- スタイリスト - 宮本まさ江
- ヘアメイク - 本田真理子
- アソシエイト・プロデューサー - 渡辺尊俊・吉田健太郎
- プロデューサー - 武井 哲・松井奈緒子
- 協力プロデューサー - 樋口慎祐
- ライン・プロデューサー - 小坂正人
- 助監督 - 金子 功
- 制作・配給 - 東北新社

## 劇中曲
- 銀杏BOYZ「BABY BABY」

## エンディングテーマ
- チーナ「世界が全部嘘だとしても」

## 映画祭出品
- 第25回レインダンス映画祭(英・2017)